# همسترهای دم‌کوتاه
همسترهای دم‌کوتاه (Cricetidae) خانواده‌ای از جوندگان بزرگ و پیچیده هستند.
این خانواده در حدود ۶۰۰ گونه دارد و دومین خانواده بزرگ در میان پستانداران است.
جانوران این خانواده در سراسر بر جدید، آسیا و اروپا دیده می‌شوند.
همسترها، ول‌ها و موش‌های قطبی در این خانواده قرار دارند.